# بشير بن يسار
بشير بن يسار الحارثى الأنصاري، مولاهم المدني. وكنية يسار. كناه الكلاباذي أبا سُلَيْمان، وكناه محمد بن إسحاق في روايته عَنه: أبا كيسان.

## نسبه وحياته
مولى بني حارثة بن الحارث من الأنصار ثم من الأوس.
وكان شيخا كبيرا فقيها. وكان قد أدرك بعض من أصحاب الرسول محمد وأدرك من أهل داره من بني حارثة مِنْ أصحاب الرسول رجالا منهم رافع بن خديج وسويد بن النعمان وسهل بن أبي حثمة. وروى عنهم حديث القسامة عن النبي - صلى الله عليه وسلم - وقد روى عنه يحيى بن سعيد الأنصاري. وكان قليل رواية الحديث.

## الجرح والتعديل
- قال عباس الدوري، عن يحيى بن معين: ثقة، وليس بأخى سليمان بن يسار.[4]
- قال محمد بن سعد البغدادي: «كان شيخا كبيرا فقيها، وكان قد أدرك عامة أصحاب رسول الله صلى الله عليه وسلم، وكان قليل الحديث.»
- قال النسائي: ثقة.
- ذكره ابن حبان في «الثقات».

## روى عن
- أنس بن مالك
- سويد بن النعمان
- رافع بن خديج
- سهل بن أبي حثمة
- جابر بن عبد الله بن عمرو بن حرام
- حصين بْن محصن
- عَبْد اللَّهِ بْن محصن
- محيصة بْن مسعود
- أبي بردة بْن نيار.[4]

## روى عنه
- ابن ابنه بشير بْن عَبْدِ اللَّهِ بْن بشير بن يسار
- ربيعة ابن أَبي عبد الرحمن
- سَعِيد بْن عُبَيد الطائي
- أخوه أَبُو الرحال عقبة بْن عُبَيد
- محمد بن إسحاق بن يسار
- الوليد بن كثير.[4]
- أبو الرحال الأنصاري.[4]
- يحيى بن سعيد الأنصاري [5]
- يونس بن بكير

## روايته للحديث
أخرج له البخاري فِي الْوضُوء وَالصَّلَاة وَغير مَوضِع  وروى له مسلم وأبو داود والترمذي والنسائي وابن ماجه.